# Карел Спачил
Карел Спачил (чеськ. Karel Spáčil, нар. 18 травня 2003, Простейов) — чеський футболіст, захисник клубу «Градець-Кралове» та молодіжної збірної Чехії. Виступав також за клуб «Простейов».

## Клубна кар'єра
Карел Спачил народився 2003 року в місті Простейов, та є вихованцем футбольної школи місцевого клубу «Простейов». У 2022 році клуб віддав молодого вихованця в річну оренду до команди «Бланско». У 2023 році Спачил повернувся до клубу «Простейов», у якому грав до 2024 року.
З 2024 року Карел Спачил грає у складі клубу «Градець-Кралове».

## Виступи за збірні
У 2023 році Карел Спачил дебютував у складі юнацької збірної Чехії, загалом на юнацькому рівні взяв участь у 3 іграх.
З 2024 року Спачил грав у складі молодіжної збірної Чехії. У складі збірної футболіст брав участь у молодіжному чемпіонаті Європи 2025 року.